# Phocides xenocrates
Phocides xenocrates is een vlinder uit de familie van de dikkopjes (Hesperiidae). De wetenschappelijke naam van de soort is voor het eerst geldig gepubliceerd in 1932 door Bell. Deze naam wordt wel als een synoniem beschouwd voor Phocides vulcanides Röber, 1925.